# アリス心中
「アリス心中」(ありすしんじゅう)は、日本のヴィジュアル系バンド、R指定が2010年6月23日に発売した、通算5枚目となるシングル。

## 概要
- 1stオリジナルアルバム『人間失格』発売後、初のシングル。前作「拝啓、薔薇色な日々よ」から5か月ぶりのリリースとなった。
- 2ndシングル「玉砕メランコリィ」以来の複数形態(初回限定盤・通常盤)でのリリースで、本作以降、複数形態でのシングルリリースとなる。2000枚限定の初回限定盤には、表題曲「アリス心中」のPVとメイキング映像が収録されたDVDが封入されている。

## 収録曲

### CD

#### 初回限定盤
1. アリス心中
ライブ・ビデオ集『映像盤。参』には、ツアー『R-shitei Oneman Tour 2012-2013 -Dogra Magra Dogma-』の2013年1月14日の日本青年館公演のライブの映像が、ビデオ・クリップ集『映像盤。』の初回限定盤には、ツアー『Tour ”DOKUMORU”』の最終公演であった2011年8月8日の東京豊島公会堂公演のライブの映像が収録されている。また、PVは本作の他にもビデオ・クリップ集『映像盤。』にも収録されている。
2. 哀々傘
初回限定盤のみの収録。
後に23rdシングル「魅惑のサマーキラーズ」にて、再録バージョンが収録された。なお、オリジナルバージョンは現在もアルバムに収録されていない。
3. 愛情はストロベリィ

#### 通常盤
1. アリス心中
2. コールドプレイ
通常盤のみの収録。
3. 愛情はストロベリィ

### 初回限定盤DVD
1. アリス心中 PV
2. アリス心中 PV Making

## 収録アルバム
オリジナルアルバム
- 『日本沈没』(#1)

## 収録映像作品
PV収録作品
- 『映像盤。』(#1)

ライブ映像収録
- 『映像盤。参』(#1)
- 『映像盤。』(#1,初回限定盤のみ)